# Eringhem
Eringhem település Franciaországban, Nord megyében. Lakosainak száma 469 fő (2022. január 1.). Eringhem Looberghe, Zegerscappel, Bollezeele, Drincham, Merckeghem és Pitgam községekkel határos.

## Népesség
A település népességének változása:
| Lakosok száma | 476  | 474  | 481  | 479  | 488  | 504  | 492  | 481  | 469  |
|               | 2013 | 2015 | 2016 | 2017 | 2018 | 2019 | 2020 | 2021 | 2022 |